# 동지고등학교
동지고등학교(同志高等學校)는 대한민국 경상북도 포항시 북구 용흥동에 있는 사립 고등학교이다.

## 학교 연혁
- 1946년 3월 5일 : 동지상업학술강습소 개교
- 1951년 8월 31일 : 동지상업고등학교 설립 인가(중, 고 분리)
- 1951년 9월 1일 : 동지상업고등학교 개교, 초대 교장 하태환 취임
- 1984년 3월 1일 : 동지종합고등학교로 교명 변경
- 1988년 12월 23일 : 교사 이전(용흥동 57번지에서 송도동 254-70번지로)
- 1989년 3월 1일 : 동지고등학교로 교명 변경
- 2002년 3월 22일 : 교사 이전(송도동 254-70번지에서 용흥동 산 125-4번지로)
- 2022년 3월 1일 : 제27대 교장 박춘동 선생 취임
- 2023년 1월 6일 : 제72회 졸업식 (졸업생수 193명, 총 졸업생수 26,006명)
- 2023년 3월 2일 : 제75회 입학식(212명)

## 학교 위치
- 1953년 3월 30일 ~ 1989년 2월 28일 : 북구 새마을로 2 (용흥동 / 現 용흥현대타워 1차)
- 1989년 3월 1일 ~ 2002년 2월 28일 : 남구 서동로 162 (송도동 / 現 태왕아너스오션)
- 2002년 3월 1일 ~ (현재) : 북구 용흥로 123 (용흥동)

## 참고 자료
- 동지고등학교 - 한국교육학술정보원 학교알리미